# Любомирский, Евсей Иосифович
Евсей (Овсей) Иосифович Любомирский (1884, Брусилов, Радомысльский уезд, Киевская губерния — 1977, Москва) — еврейский советский театральный критик и театровед.

## Биография
В 1914 году окончил Киевский коммерческий институт, после революции занялся организацией еврейского театра. Знал несколько языков, включая древнееврейский. Печатался с 1924 года, выпустив до войны четыре книги о кинематографе и театре. На войну Евсей Иосифович ушёл ополченцем и, после ранения, вернулся в Москву, где стал работать в Еврейском антифашистском комитете.
Автор театроведческих работ и по вопросам драматургии. Известны произведения, статьи о театре и литературе на идише в СССР.
Жена — Ревекка Боярская, композитор, автор популярной «Колыбельной» на идише.

## Сочинения
- Революционный театр. Москва, 1926
- Государственный еврейский театр на Украине, Харьков, 1930
- Реконструкция театра, Москва, 1935
- Михоэлс, М.- Л., 1938